# Браян Нільсен
Браян Нільсен (дан. Brian Nielsen; 1 квітня 1965) — данський професійний боксер. Чемпіон світу за версією IBO (1996—1999) у важкій вазі, призер Олімпійських ігор та чемпіонату Європи серед аматорів.

## Аматорська кар'єра
На чемпіонаті Європи 1989 програв у першому бою Гіоргіосу Цахакісу (Греція).
На чемпіонаті Європи 1991 завоював бронзову медаль.
- У чвертьфіналі переміг Мікаеля Паавілайнена (Швеція) — RSCI 1
- У півфіналі програв Андреасу Шнідерсу (Німеччина) — 9-38

На чемпіонаті світу 1991 програв у першому бою Генрику Затика (Польща).
На Олімпійських іграх 1992 завоював бронзову медаль.
- В 1/8 фіналу переміг Йон Сенг Вон (Південна Корея) — 16-2
- У чвертьфіналі переміг Петера Гривнака (Словаччина) — 14-4
- У півфіналі програв Роберто Баладо (Куба) — 1-15

## Професіональна кар'єра
Дебютувавши після Олімпіади на професійному рингу, Нільсен не знав поразок 49 боїв поспіль, здобувши перемоги над такими американськими боксерами як Росс П'юрітті, Джеймс Сміт, Джефф Лемпкін, Тоні Таббс, Ендрю Мейнард, Ларрі Голмс та Тім Візерспун. 12 січня 1996 року виграв вакантний титул чемпіона світу за версією IBO у важкій вазі. 18 червня 1999 року зазнав першої поразки від Діккі Раяна (США).
Нільсен виграв свої наступні 13 боїв поспіль, включаючи реванш проти Діккі Раяна. 14 січня 2000 завоював малопрестижний титул IBC.
13 жовтня 2001 року вийшов на бій проти Майка Тайсона. Після шести раундів відмовився від продовження бою, посилаючись на травму ока.
7 травня 2011 року після дев'ятирічної перерви вийшов на бій проти Евандера Голіфілда і програв технічним нокаутом в десятому раунді.